# Bélus
Bélus is een gemeente in het Franse departement Landes (regio Nouvelle-Aquitaine) en telt 433 inwoners (1999). De plaats maakt deel uit van het arrondissement Dax.

## Geografie
De oppervlakte van Bélus bedraagt 11,8 km², de bevolkingsdichtheid is 36,7 inwoners per km².
De onderstaande kaart toont de ligging van Bélus met de belangrijkste infrastructuur en aangrenzende gemeenten.

## Demografie
Onderstaande figuur toont het verloop van het inwonertal (bron: INSEE-tellingen).